# Yves Rocher (entreprise)
Pour les articles homonymes, voir Yves Rocher (homonymie).
Yves Rocher France est une entreprise française de cosmétiques fondée par Yves Rocher à La Gacilly (Morbihan) en 1959 et dont le siège social est situé à Rennes (Bretagne). Elle est propriété du Groupe Rocher et compte 3 100 boutiques dont 660 en France. Depuis 2021, l'entreprise est controversée pour son implication dans plusieurs affaires liées à ses activités en Russie et en Turquie.

## Histoire

### 1959 - 1992: fondation et ancrage local

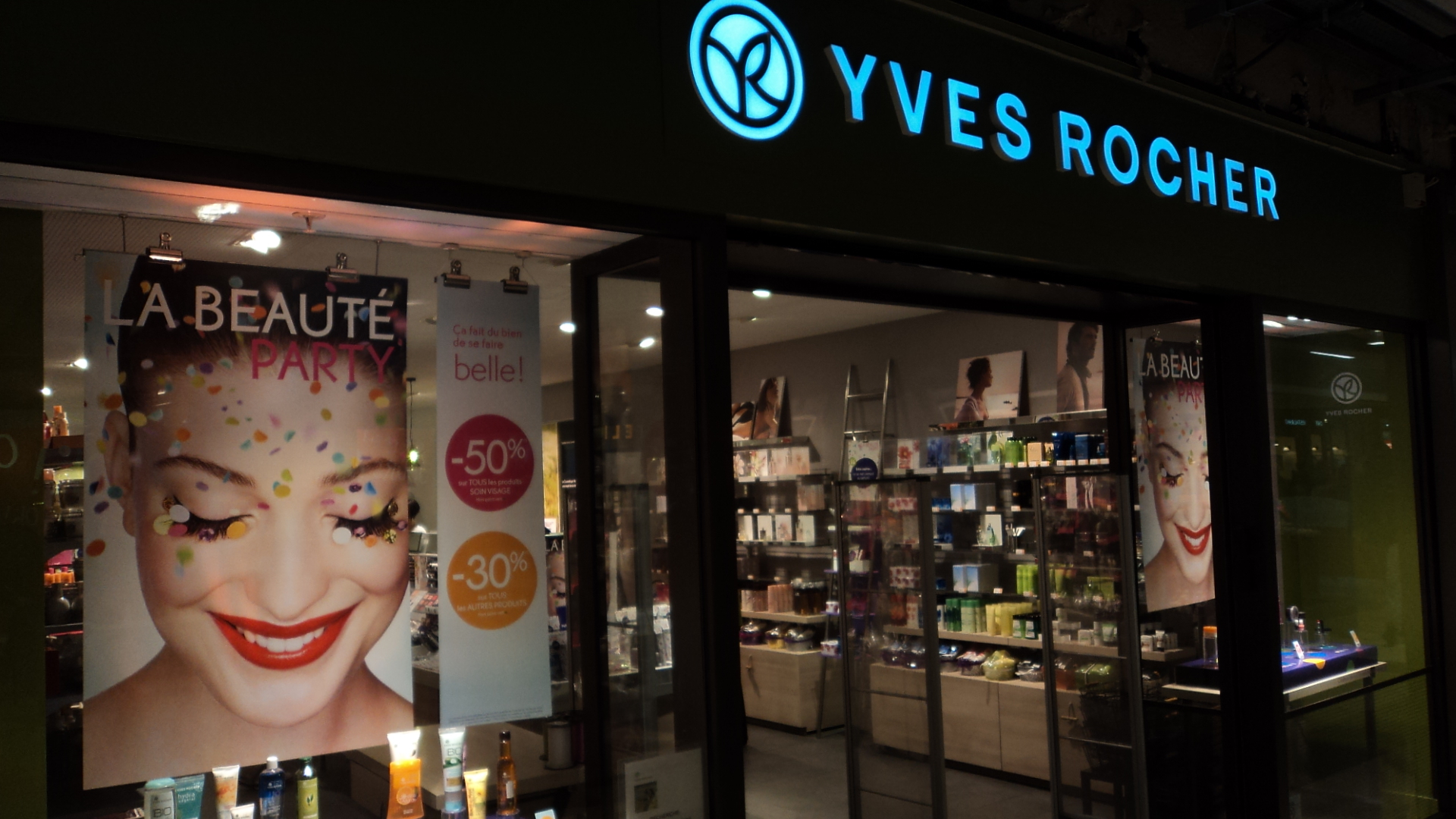
Magasin Yves Rocher au centre commercial Italie Deux à Paris.

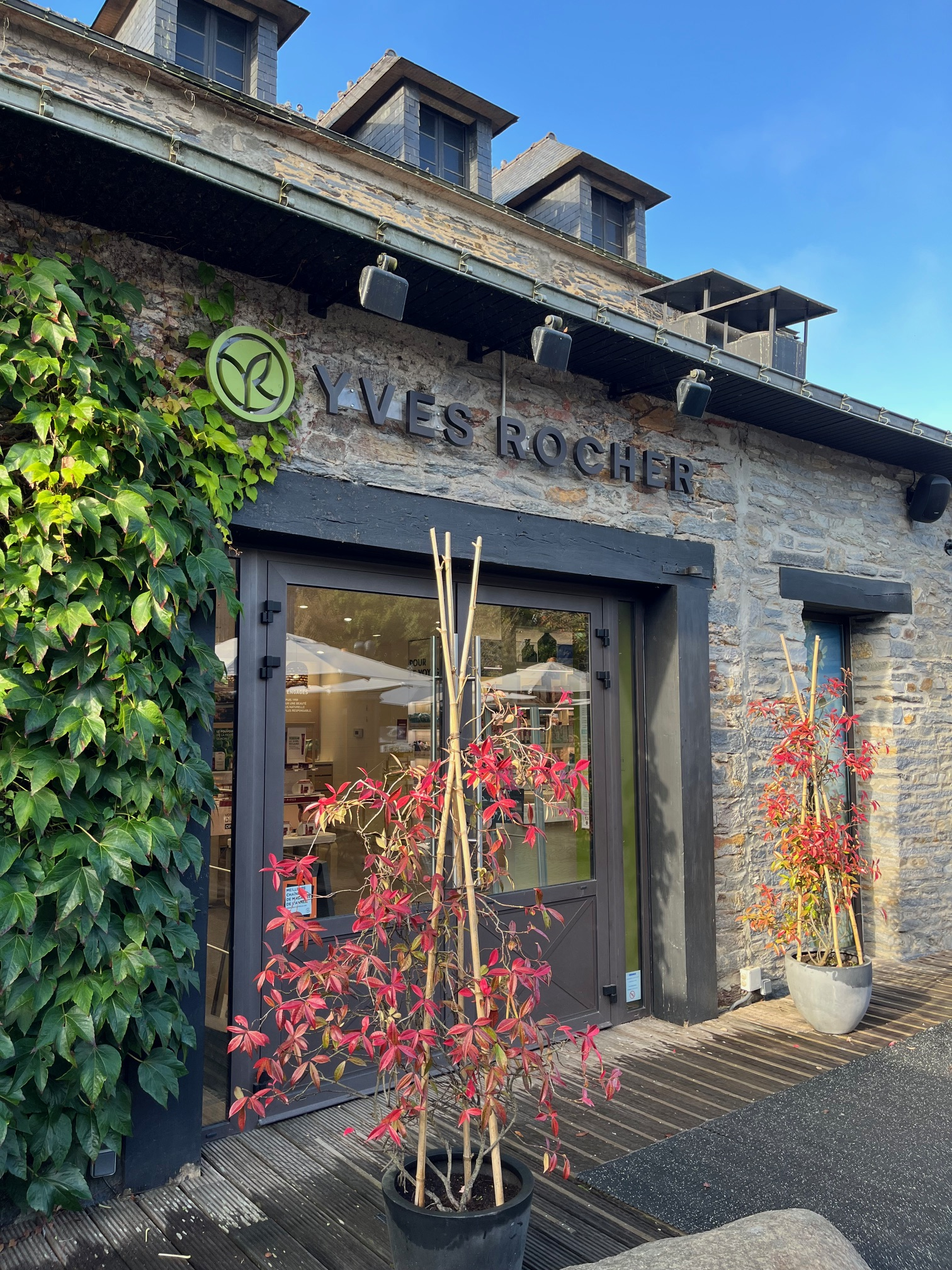
Boutique à La Gacilly

Yves Rocher crée la marque qui porte son nom en 1959 à La Gacilly, petite commune du Morbihan en Bretagne,. Les produits, fabriqués à base de plantes, sont vendus par correspondance. L'entreprise se positionne sur le marché de produits cosmétiques vendus en dehors des pharmacies et à des prix bon marché.
L'entreprise grandit rapidement : de 30 salariés initialement, elle passe à environ 300 salariés en 1969 avec l'inauguration de la première usine de la marque, dans le village d'origine. En 1984, l'entreprise compte 1200 salariés. Parallèlement, Yves Rocher utilise son succès économique pour s'imposer en politique : en 1962, il devient maire de la commune, et le reste pendant 46 ans, jusqu'en 2008. La gestion de l'entreprise est intimement liée au développement économique de la région et à la carrière politique de son fondateur. Yves Rocher poursuit une politique de développement industriel qui renforce sa légitimité politique ; son ancrage politique lui permet d'asseoir son influence économique et d'agrandir son entreprise.
En 1969, le premier site industriel est créé à La Croix des Archers et le premier magasin voit le jour boulevard Haussmann à Paris.
En 1979, l'entreprise Yves Rocher ouvre le site industriel de Rieux, en Bretagne (dédié au maquillage). En 1982, deux usines sont créées dans les communes Les Fougerêts et Saint-Martin-sur-Oust, situées dans le canton de la Gacilly. Dans les années 1980, plusieurs marques sont créés par l'entreprise, qui s'agrandit et devient le Groupe Rocher.
En 1992, l'entreprise étend son implantation régionale dans plusieurs communes du Morbihan et de l'Ille-et-Vilaine :Questembert, Ploërmel, Rieux, Sixt-sur-Aff, Guillac, Maure-de-Bretagne, Janzé et Saint-Marcel.

### 1992 - 2009: transmission et développement
En 1992, Yves Rocher transmet la direction de l'entreprise à son fils aîné Didier Rocher. Ses deux autres enfants, Daniel et Jacques Rocher, travaillent également pour le groupe. En 1994, à la suite du décès de Didier Rocher, son père reprend la direction de l'entreprise.
En 1991 est créée la Fondation Yves Rocher pour la protection de la nature. En 1993, l'entreprise Yves Rocher lance des éco-recharges pour réduire les emballages et les coûts dans une optique du développement durable[réf. nécessaire]. En 2008 ouvre à Boulogne-Billancourt un magasin appelé Atelier de la Cosmétique Végétale[réf. nécessaire].
Yves Rocher meurt en 2009. L'année suivante, la direction du Groupe Rocher est confiée à son petit-fils Bris Rocher.

### Depuis 2009: expansion internationale et entreprise à mission
En 2019, Yves Rocher obtient le statut d'entreprise à mission.
Depuis le 1er septembre 2023, Guillaume Darrousez est nommé directeur général exécutif de la marque Yves Rocher. Il mise sur le développement international de la marque, présente sur 91 marchés. Yves Rocher prévoit notamment la rénovation de 200 boutiques en France et l'ouverture de 150 boutiques en Asie et au Moyen-Orient.

## Image de l’entreprise
Dès son lancement, l'entreprise Yves Rocher se crée une image liée à la nature et aux plantes. Depuis 1975 Yves Rocher possède son propre jardin botanique à La Gacilly, conservant 1500 espèces de plantes. À La Gacilly, 60 hectares de champs sont également cultivés en agroécologie pour la fabrication des produits. Au total, 93% des produits de la marque sont fabriqués en Bretagne,.
Le baromètre Posternak-Ifop classe Yves Rocher à la troisième place des entreprises bénéficiant de la meilleure image en 2024.
Le site internet Yves Rocher est élu « site préféré des Français » en 2014 et l’entreprise est classée dans le trio de tête de l’enquête OC&C,. De même, le baromètre Posternak-Ifop, qui suit l’image des grandes entreprises, la classe en première position, comme marque préférée des Français en  2011, 2012, 2013 et 2014, devançant notamment le Groupe PSA, Airbus, ou Amazon, et en seconde position en 2015 et 2016, derrière Michelin. Selon Claude Posternak, cité par le journal Les Échos, ce sont deux entreprises différentes, mais ayant en commun aux yeux de l'opinion l’origine familiale, l’ancrage dans un territoire et le développement international. Selon le magazine Le Point, c'est le résultat d'une vision du marketing client constante sur trois générations d'entrepreneurs, dans le discours et dans les valeurs mises en avant,,.

## Identité visuelle

Ancien logo des magasins Yves Rocher.
Logo des magasins Yves Rocher depuis 2009
Logo des magasins Yves Rocher depuis 2024

## Déclin et suppressions de postes
Le Groupe Rocher a perdu environ 25 % de son volume de vente depuis 2020, en raison de la pandémie de Covid-19 et d'une baisse de ses ventes par correspondance : le marketing direct est en effet essentiel dans la stratégie du groupe. Une autre raison invoquée est la guerre en Ukraine, qui a entraîné 92 fermetures de boutiques, ainsi que les appels au boycott en raison de la décision de poursuivre des activités en Russie : les activités russes du Groupe Rocher représentent une part importante de son chiffre d'affaires.
Le 10 janvier 2023, le groupe annonce la fermeture du département distribution de son site de Kain, en Belgique, avec le licenciement de 34 salariés.
Le 31 janvier 2023, le groupe annonce 300 suppressions de postes en Bretagne sur trois ans, dont la fermeture de son usine de Ploërmel, qui emploie 108 personnes en CDI, majoritairement des femmes,. Une cinquantaine de personnes manifestent devant l'usine le jour même de cette annonce.
En août 2023, le groupe annonce la fermeture de tous ses magasins en Allemagne, en Autriche et en Suisse.

## Controverses

### Implication d'Yves Rocher dans la condamnation de l'opposant russe Alexeï Navalny
Yves Rocher est présent en Russie depuis 1991. En 2012, Yves Rocher Vostok porte plainte contre X après avoir été interrogé par les autorités russes locales dans le cadre d’une enquête judiciaire qui était en cours sur la société Glavpodpiska appartenant aux frères Oleg et Alexeï Navalny. La société de transport est alors soupçonnée de « ne pas avoir honoré les obligations contractuelles » d'un contrat de 2008 avec Yves Rocher Vostok. À l'époque des faits, il s'agissait de son deuxième plus grand marché derrière la France . Dans une lettre ouverte publiée dans Mediapart début 2013, le groupe d'opposition Russie-Libertés appelle au boycott de l'entreprise.
Même si l'entreprise, après un audit interne, reconnaît en 2014 n'avoir subi aucun préjudice,, cela n'interrompt pas la procédure judiciaire russe, qui aboutit finalement à la condamnation des deux frères. Alexeï Navalny est initialement condamné à 3 ans et demi d'emprisonnement avec sursis. En 2020, Navalny est soigné en Allemagne, après un empoisonnement au Novitchok, ce qui ne lui permet pas de se présenter au contrôle judiciaire, son sursis est révoqué.
Depuis la révocation du sursis de la peine d'emprisonnement d'Alexeï Navalny en février 2021, un appel au boycott est prononcé par ses partisans qui accusent Yves Rocher d'avoir été utilisée par le gouvernement russe pour évincer un opposant politique. La marque se défend alors en affirmant avoir porté plainte, car convaincue de l'escroquerie et être une « entreprise totalement apolitique ».
L'avocat français d'Alexeï Navalny porte plainte en France contre Yves Rocher pour « dénonciation calomnieuse », l'entreprise bénéficie d'un non-lieu. L'affaire est alors portée en cassation, mais la mort de l'opposant russe en prison met un terme à la procédure judiciaire. Le 4 février 2025, la Cour de cassation a définitivement clos la procédure en n’admettant pas le pourvoi d’Oleg Navalny et d’Ioulia Navalnaïa, frère et épouse d’Alexeï Navalny.

### Implication d'Yves Rocher dans le licenciement de 130 salariés syndiqués en Turquie
Le 23 mars 2022, les associations Sherpa, ActionAid France, le syndicat turc Petrol-Iş et 34 anciens salariés d’une filiale turque du Groupe Yves Rocher assignent Yves Rocher en justice devant le tribunal judiciaire de Paris. Elles reprochent à l’entreprise d’avoir manqué à ses obligations issues de la loi sur le devoir de vigilance des sociétés-mères en matière de liberté syndicale et de droits fondamentaux des travailleurs,.
En 2018, les ouvrières  de la filiale turque d'Yves Rocher, Kosan Kozmetik, qui protestaient contre leurs conditions de travail et de rémunération, ont demandé la création d’un syndicat. La direction turque de l’entreprise, aurait alors tout fait pour empêcher la création d’un syndicat, allant jusqu’à licencier 132 employées sous des prétextes jugés fallacieux par le syndicat Petrol-Is. Après une mobilisation sociale de près d’un an, très suivie en Turquie, et une longue bataille judiciaire, les ouvrières licenciées se sont vu accorder une indemnisation par l’entreprise. Mais cette indemnisation a été jugée insuffisante, et trente-quatre anciennes salariées ont décidé d'assigner Yves Rocher, société-mère de Kosan Kozmetik devant le justice française pour obtenir réparation du préjudice subi.

### Proximité d'Yves Rocher avec la Russie lors du conflit avec l'Ukraine
Après l'invasion de l'Ukraine par la Russie le 24 février 2022, Yves Rocher maintient ses principales activités en Russie. Dès le début, cette situation est dénoncée par un collectif de chercheurs de l'université Yale. En mars 2022, un délégué syndical exprime « l'inquiétude » des employés locaux dans le journal Ouest-France. Quelques semaines plus tard, le journal Le Monde note le « silence et [l']embarras sur la guerre en Ukraine » qui règne « [d]ans le fief d’Yves Rocher » à La Gacilly dans le Morbihan,.